# 香港の病院の一覧
以下は香港の病院ほか医療施設の一覧である。

## 由医院管理局管理の医院

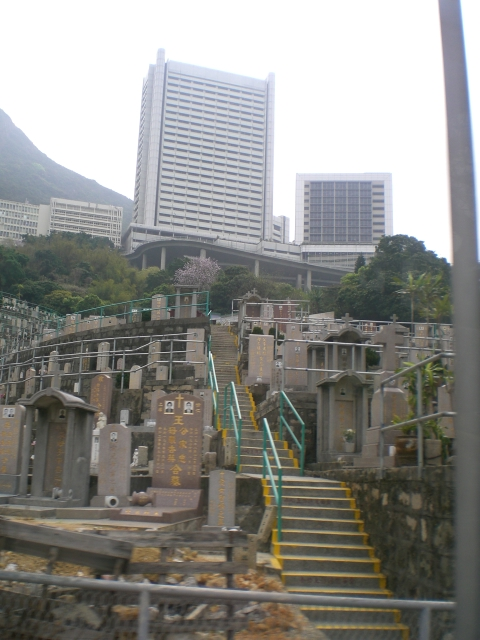
瑪麗医院及以北的華人基督教墓場

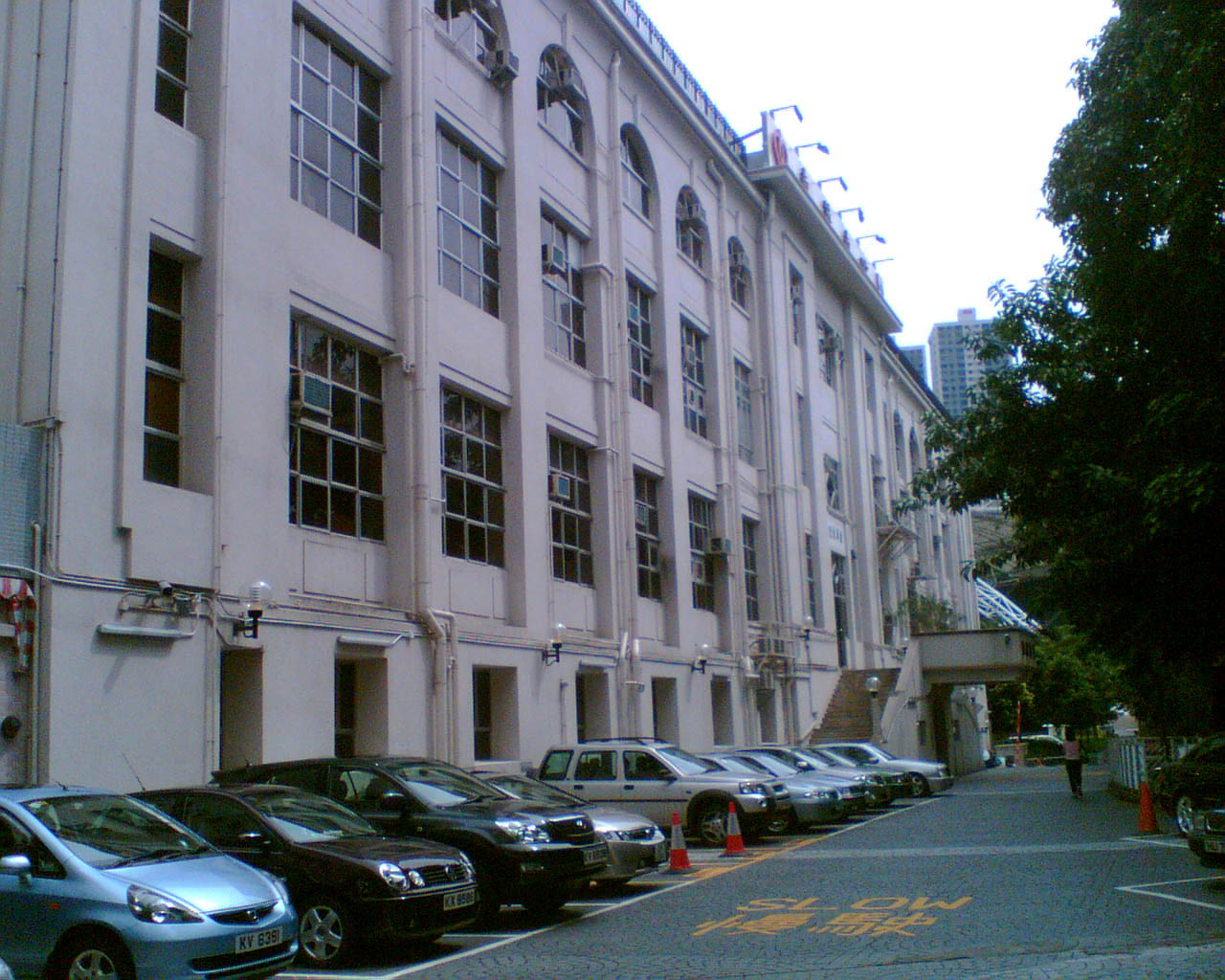
東華東院

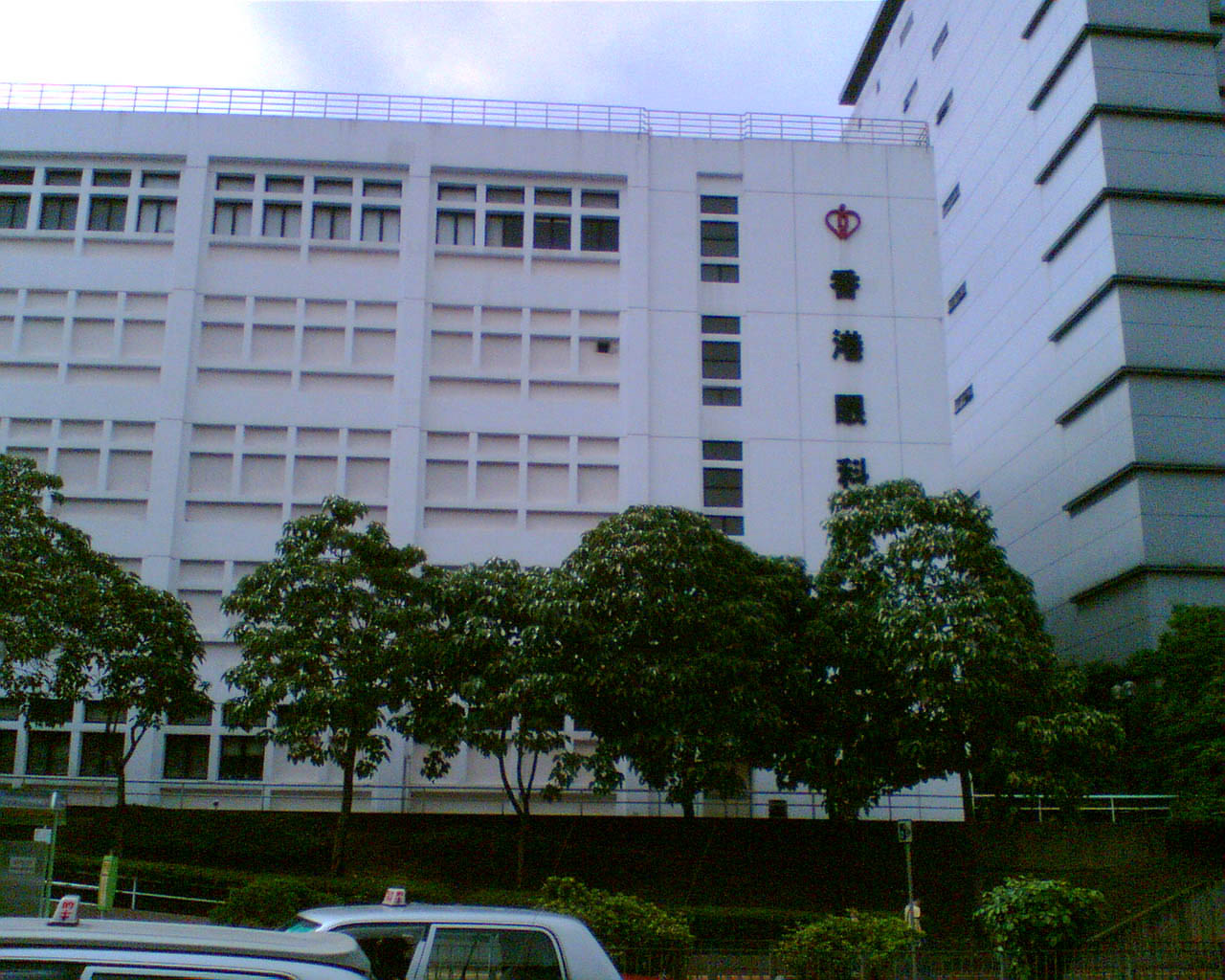
香港眼科医院

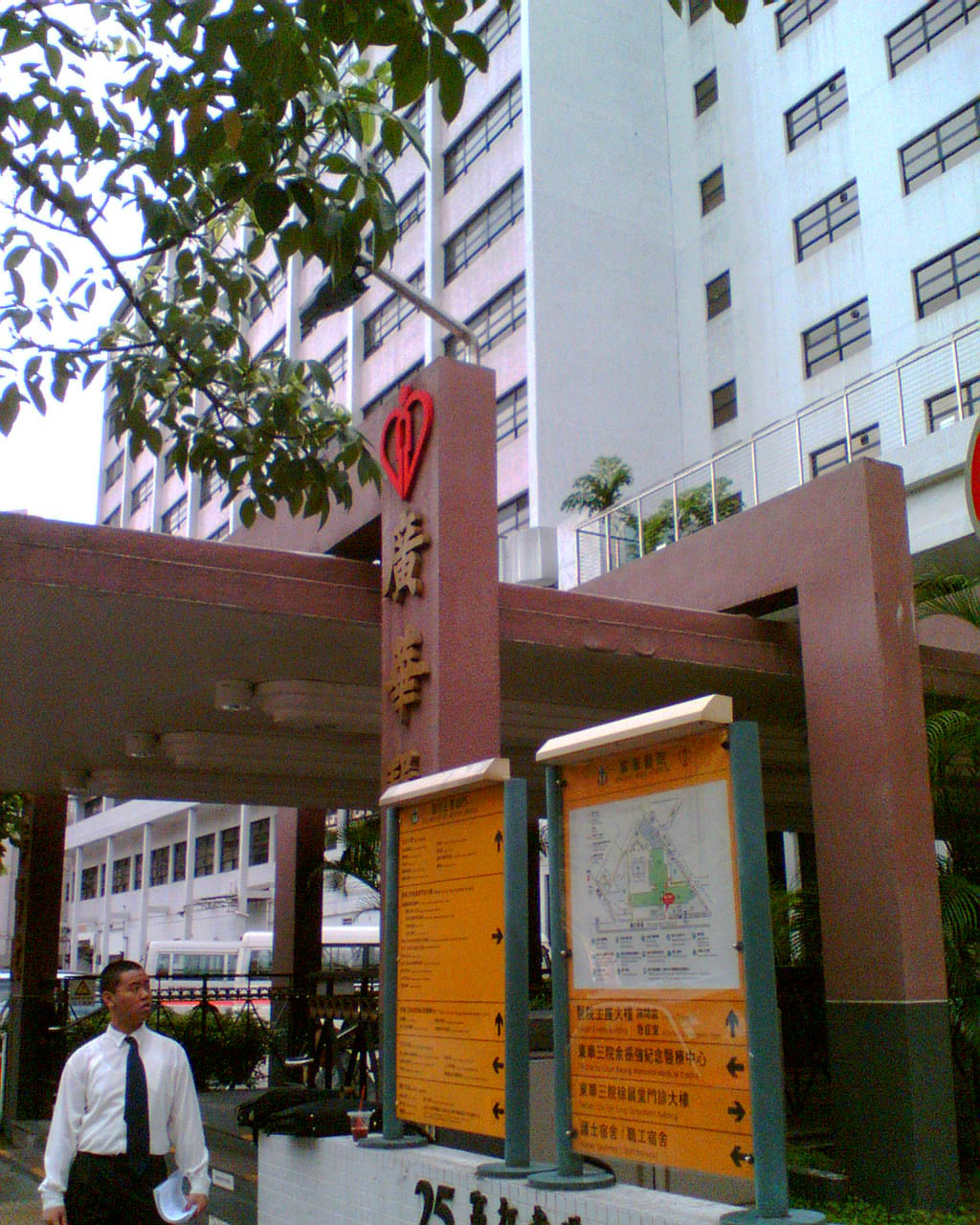
広華医院

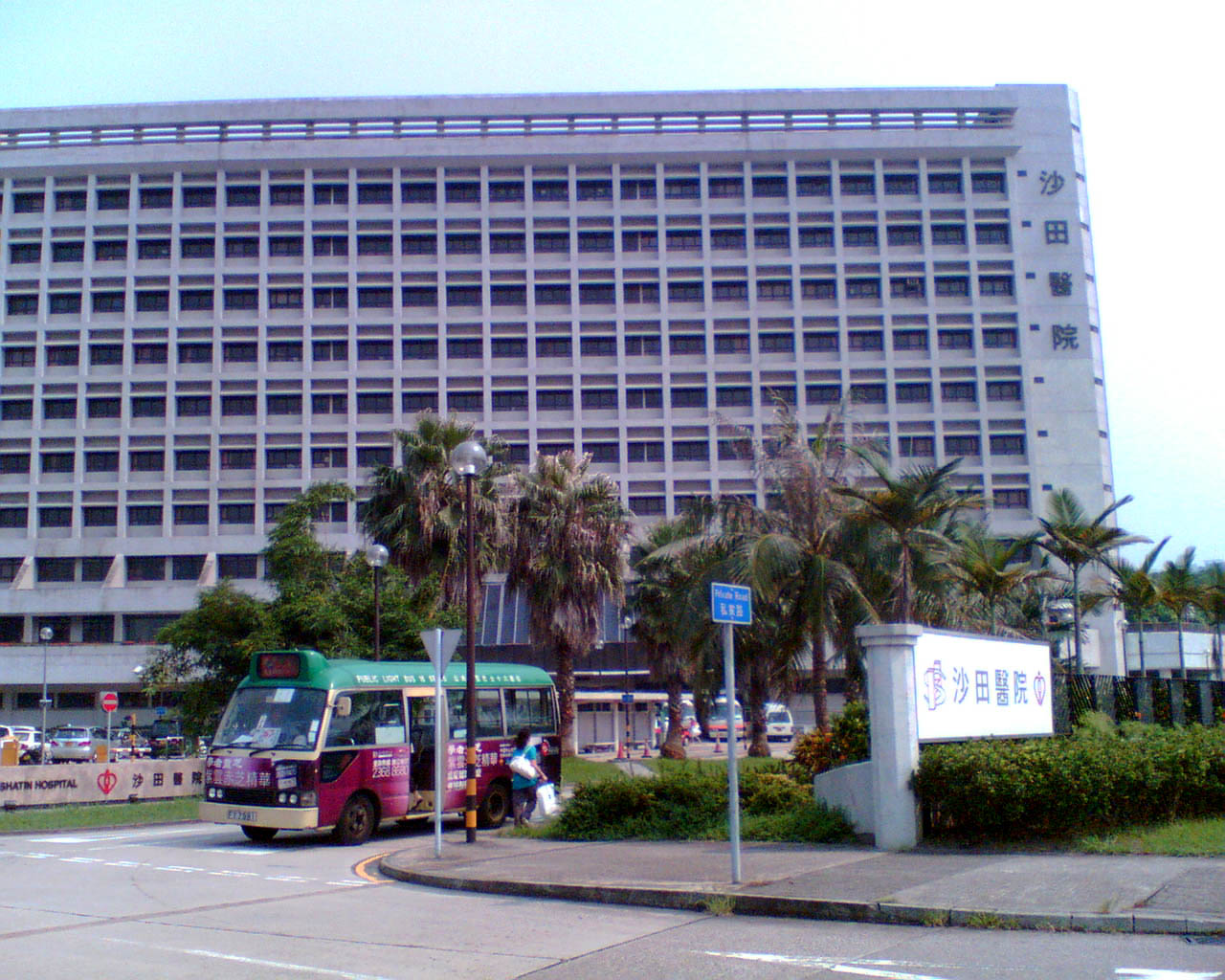
沙田医院

港島西聯網
- 瑪麗医院
- 賛育医院（産科医院）
- 東華医院
- 東華三院馮尭敬医院
- 大口環根徳公爵夫人児童医院
- 麦理浩復康院
- 葛量洪医院

港島東聯網
- 東区尤徳夫人那打素医院
- 東華東院
- 鄧肇堅医院
- 律敦治医院
- 長洲医院
- 舂磡角慈氏護養院
- 黄竹坑医院

九龍中聯網
- 伊利沙伯医院
- 九竜医院
- 香港仏教医院
- 香港紅十字会輸血服務中心
- 香港眼科医院
- 復康専科及資源中心

九龍西聯網
- 広華医院
- 東華三院黄大仙医院
- 聖母医院
- 明愛医院
- 瑪嘉烈医院
- 葵涌医院
- 仁済医院
- 香港児童医院（建設中）

九龍東聯網
- 基督教聯合医院
- 霊実医院
- 将軍澳医院

新界東聯網
- 威爾斯親王医院
- 沙田慈氏護養院
- 白普理寧養中心
- 沙田医院
- 雅麗氏何妙齢那打素医院
- 大埔医院
- 北区医院

新界西聯網
- 屯門医院
- 博愛医院
- 青山医院
- 小欖医院

## 私家医院

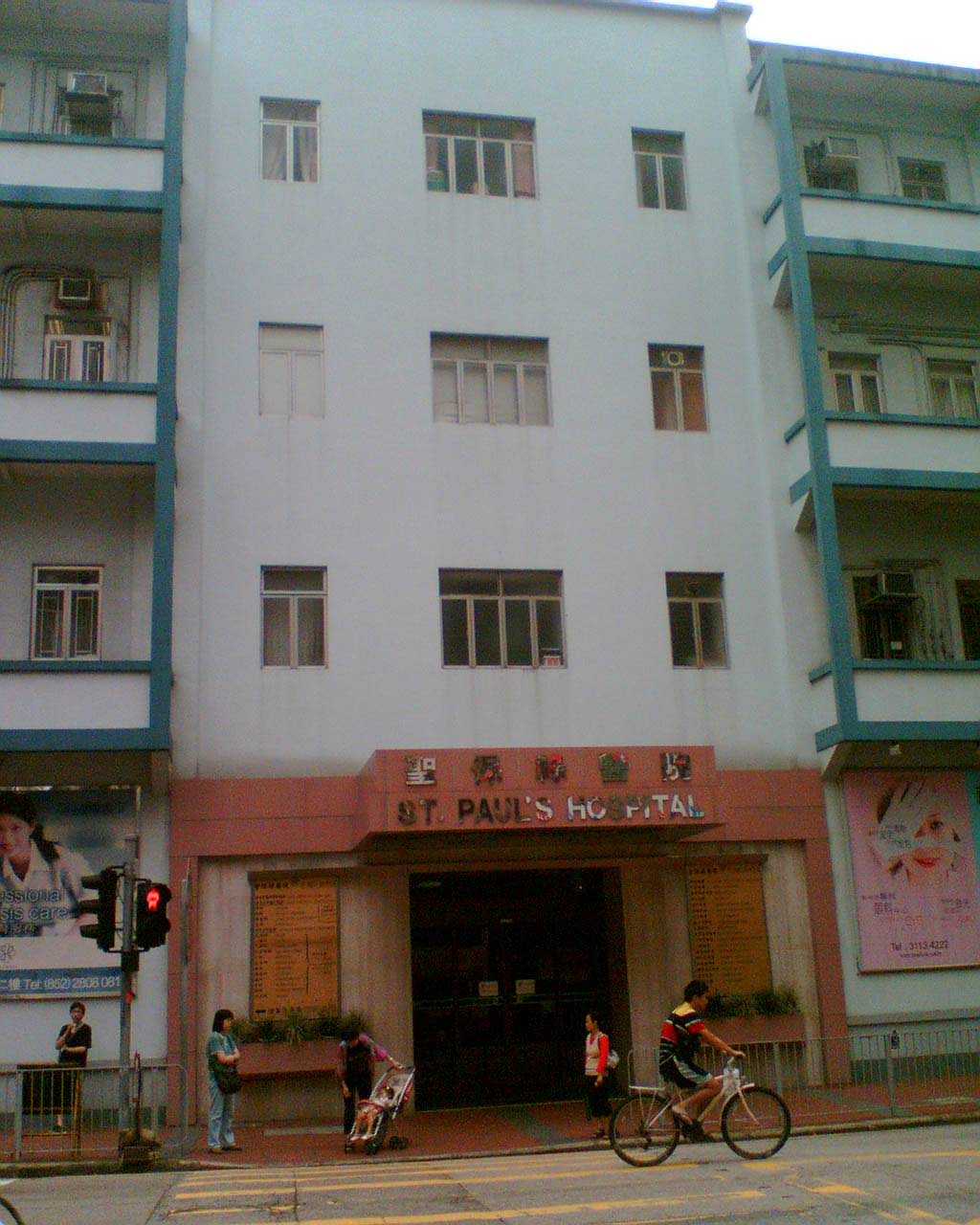
聖保祿医院門診入口

香港区
- 嘉諾撒医院 (香港明愛系列の病院)
- 明徳医院
- 港中医院
- 港安医院
- 聖保禄医院
- 養和医院

九龍区
- 宝血医院 (明愛) (香港明愛系列の医院)
- 播道医院
- 聖徳肋撒医院 (俗称“法国医院”)
- 香港浸信会医院

新界区
- 荃湾港安医院
- 沙田国際医務中心仁安医院

## 門診服務
只列出在夜間、星期日及公眾假期提供服務的公立門診診所。
香港区
- 香港仔賽馬会診療所
- 西営盤賽馬会普通科門診診所
- 筲箕湾賽馬会診所
- 貝夫人普通科門診診所

九龍区
- 中九龍診所
- 長沙湾賽馬會普通科門診診所
- 観塘賽馬會健康院
- 戴麟趾夫人普通科門診診所
- 李宝椿普通科門診診所
- 柏立基普通科門診診所
- 油麻地賽馬会分科診所

新界及離島区
- 瀝源健康院
- 馬鞍山健康中心
- 石湖墟賽馬會診所
- 大埔賽馬会診所
- 将軍澳宝寧路健康中心
- 東涌普通科門診診所
- 青衣長康普通科門診診所
- 屯門診所
- 元朗賽馬会健康院
- 天水囲健康中心